# 土阿莫土-甘比尔群岛
土阿莫土-甘比尔群岛（法語：Îles Tuamotu-Gambier）是法屬玻里尼西亞的5个行政区之一，包含土阿莫土群岛与甘比尔群岛。
该行政区包含17个市镇，首府朗伊罗阿：
- 阿纳（Anaa）
- 阿鲁图阿（Arutua）
- 法卡拉瓦（Fakarava）
- 方阿陶（Fangatau）
- 甘比尔（Gambier）
- 豪镇（Hao）
- 希库埃鲁（Hikueru）
- 马凯莫（Makemo）
- 马尼希（Manihi）
- 纳普卡（Napuka）
- 努库塔瓦克（Nukutavake）
- 普卡普卡（Puka-Puka）
- 朗伊罗阿（Rangiroa）
- 雷奥（Reao）
- 塔卡罗阿（Takaroa）
- 塔塔科托（Tatakoto）
- 图雷亚（Tureia）